# Атанас Атанасов (офицер)
Вижте пояснителната страница за други личности с името Атанас Атанасов.
Атанас Ангелов Атанасов, председател на Държавната агенция „Разузнаване“ (ДАР).

## Биография
Роден е на 5 октомври 1970 г. в Асеновград. Завършва радиоразузнаване във Висшето военно общовойсково училище „Васил Левски“ с гражданска специалност „Съобщителна и осигурителна техника и системи“. По-късно „Международни икономически отношения“ в Университета за архитектура, строителство и геодезия. От 1994 до 1995 г. работи в МВР в служба „Защита на средствата за връзка“. В периода 1995 – 2015 г. работи в Националната разузнавателна служба (НРС) като последователно е разузнавач, старши инспектор, заместник-началник на отдел и началник на отдел. Между 2015 и 2018 г. е директор на дирекция в наследилата НРС Държавна агенция „Разузнаване“. От 26 април до 24 юли 2018 г. е заместник-председател на ДАР. От 24 юли 2018 г. е назначен за председател на ДАР. Освободен е на 18 юни 2021 г. с указ № 157 на президента на Република България

## Образование
- Висше военно общовойсково училище „Васил Левски“
- Университет за архитектура, строителство и геодезия